# Dušan Tittel
Dušan Tittel (* 27. prosince 1966, Námestovo) je bývalý slovenský fotbalový obránce, reprezentant Československa i Slovenska. Po skončení aktivní kariéry se stal trenérem, vedl např. klub ŠK Slovan Bratislava.
V letech 1995, 1996 a 1997 vyhrál anketu Fotbalista roku o nejlepšího fotbalistu Slovenska. Pokusil se též o vstup do politiky, ve straně Aliancia nového občana, poslancem byl zvolen v roce 2016 za Slovenskou národní stranu. V roce 2021 se stal členem strany HLAS – sociální demokracie.

## Klubová kariéra
V československé, francouzské, slovenské a kyperské lize odehrál 340 utkání a vstřelil 63 gólů. Profesionálně hrál za ŠK Slovan Bratislava (1988–1991, 1993–1997, 2001), Nîmes Olympique (1992–1993), FC Spartak Trnava (1997–1999) a Omonia Nicosia (1999–2001). Se Slovanem získal třikrát titul mistra Slovenska (1994, 1995, 1996) a s Omonií jednou titul mistra Kypru (2001). Třikrát po sobě byl vyhlášen nejlepším fotbalistou Slovenska (1995, 1996, 1997).
Společně s Dušanem Kabátem a Deziderem Ottingerem patří k nejvýznamnějším odchovancům leopoldovské kopané. Z Lokomotívy Leopoldov odešel do Dynama Dolný Kubín a odtud v dorosteneckém věku do bratislavského Slovanu.

## Reprezentační kariéra
Za československou reprezentaci odehrál v letech 1990–1991 jedenáct utkání. Samostatné Slovensko reprezentoval 44× (dal 7 gólů).